# Helmut Mikelskis
Helmut Mikelskis (* 1. November 1947 in Bad Hersfeld) ist ein deutscher Politiker, Hochschulprofessor und Autor.

## Leben
Mikelskis machte das Abitur und studierte Physik in Göttingen mit Diplom. Danach studierte er Pädagogik, Psychologie, Soziologie und Philosophie. 1979 wurde er mit einer Arbeit zur Didaktik der Physik promoviert. Er war Mitarbeiter am pädagogischen Seminar der Universität Göttingen und wissenschaftlicher Mitarbeiter am Institut für die Pädagogik der Naturwissenschaften in Kiel. Seine Arbeitsschwerpunkte waren Naturwissenschaftsdidaktik, Umweltbildung, Technologieentwicklung und Naturphilosophie.
Mikelskis war Kreisvorsitzender und Landesvorstandsmitglied bei den Jusos und Mitglied im SPD-Kreisvorstand. 1987 wurde er Mitglied des SPD-Landesvorstandes, 1991 stellvertretender SPD-Landesvorsitzender und von 1982 bis 1991 war er Mitglied des Kreistages Rendsburg-Eckernförde und dort Vorsitzender des Umweltausschusses. 1992 wurde er im Wahlkreis Rendsburg-Süd direkt in den Landtag von Schleswig-Holstein gewählt. Jedoch legte er sein Mandat schon zum 12. Oktober 1992 nieder, um den Ruf auf die Professur Didaktik der Physik an der Universität Potsdam anzunehmen. Dort war er Dekan der mathematisch-naturwissenschaftlichen Fakultät und danach Direktor des Instituts Physik und Astronomie.
1999 trat er aus der SPD aus. Seit 2011 lebt er als freier Autor in Freiburg im Breisgau.
Helmut Mikelskis ist verheiratet und hat zwei Kinder.